# Penny Wisdom
Penny Wisdom ist ein komödiantischer US-amerikanischer Kurzfilm aus der Reihe Pete Smith Specialties, der 1937 erschien.

## Handlung
Matthew Smudge ruft seine Frau an und informiert sie, dass er seinen Chef und einen Kollegen zum Abendessen eingeladen hat. Chloe geht in die Küche, um der Köchin Bescheid zu sagen. Doch sie findet nur eine Notiz vor: Die Köchin hat wegen der allzu hohen Ansprüche gekündigt. Nun versucht Chloe selber, ein Abendessen zu kreieren.
Nach einer Stunde hat Chloe das Roastbeef verbrannt, den Hund des Hauses im Brotteig vergraben und die Küche in ein Schlachtfeld verwandelt. Der Erzähler der Geschichte fragt Chloe, wo das Telefon sei. Er will Prudence Penny anrufen, eine Koch- und Haushalts-Kolumnistin des Los Angeles Examiner. 35 Minuten vor der erwarteten Ankunft des Ehemannes und seiner Gäste zeigt Penny der zweifelnden und verzweifelten Chloe, wie man ein komplettes und köstliches Mahl zusammenstellt.
Das Abendessen wird gerade rechtzeitig fertig, als Mr. Smudge und seine Gäste ankommen. Der Erzähler flüstert Mr. Smudge ins Ohr, dass die Köchin am Morgen gekündigt habe. Da Mr. Smudge um die Kochfähigkeiten seiner Frau weiß, befürchtet er eine Katastrophe. Die Qualität des Mahls überrascht ihn jedoch. Der Erzähler informiert, dass das gesamte Abendessen 2,83 US-Dollar (kaufkraftbereinigt heute rund 55 US-Dollar) gekostet habe. Penny verlässt unterdessen heimlich das Haus, während der Erzähler Mr. Smudge anschwindelt. Er erzählt ihm, Chloe habe das Abendessen allein fertiggestellt. Chloe nickt natürlich, während der Hund andere Gedanken zu hegen scheint.

## Auszeichnungen
Bei der Oscarverleihung 1938 gewann der Film einen Oscar in der Kategorie Bester Kurzfilm in Farbe.

## Hintergrund
Seine Premiere hatte der Film am 10. April 1937, als Erzähler fungierte der Produzent Pete Smith.